# 西村友晴
西村 友晴（にしむら ともはる、1908年（明治41年）7月25日 - 1994年（平成6年）11月13日）は、日本の海軍軍人、海上自衛官。海軍兵学校卒業（第59期）。第6代海上幕僚長。

## 略歴
福岡県出身。築上中学を経て、海軍兵学校に第58期生として入校するが、生徒時代に体調をこわしたため、第59期として卒業する。1931年（昭和6年）11月、「浅間」に乗艦し遠洋航海に参加。終了後は、巡洋戦艦「霧島」に乗組。その後も海上勤務を重ねるが、1938年（昭和13年）8月、海軍特別陸戦隊中隊長として漢口攻略に従軍。攻略目前で負傷のために戦列を離れる。
太平洋戦争中は、戦艦「長門」副砲長、第三戦隊参謀を経て、1943年（昭和18年）6月、軽巡洋艦「長良」砲術長に着任。同年12月5日、クェゼリン環礁のルオットに向かっていた長良は、マーシャル諸島に来襲した敵機動部隊の艦上機約50機に襲われ、至近弾により搭載魚雷が誘爆し大破、戦死者48名・負傷者112名を出した。クェゼリン環礁内で、工作艦「山霜丸」による応急修理を受けた長良はトラックに入港し、艦長以下の負傷者を病院船「氷川丸」に移乗させ、先任将校となった西村が長良の指揮権を継承した。西村は、大破して艦尾を失っている駆逐艦「長波」を曳航して、長良を内地に回航することを命じられた。長波を曳航すれば速力が低下するため、敵潜水艦が跳梁する中で不可能に近い任務と思われたが、西村は、長良・長波の両艦を内地に回航することに成功した。その後、重巡洋艦「愛宕」砲術長に転じるが、愛宕はレイテ沖海戦に出撃する途中、敵潜水艦の雷撃により沈没。西村は海上を漂流したのち、友軍艦艇に救助されて内地への生還を果たす。終戦を佐世保鎮守府参謀として本土決戦の計画立案中に迎えた。
戦後は復員局で勤務したのち、公職追放を経て、1952年（昭和27年）8月、保安庁警備隊に入隊。第2護衛隊司令（1等海佐）在任中の1955年（昭和30年）5月、日米艦艇貸与協定に基づき供与された掃海艇の受領のためフィリピン・スービック湾に向かった。この受領に係る作業を日本側だけで手際よくこなしアメリカ側を驚嘆させたという。また、この当時は台湾に逃れた中華民国国軍と大陸側の中国人民解放軍とのあいだで金門島・馬祖島を巡り交戦中であった。交戦海域を直接通過する航路ではなかったが、万が一の事態に備えて砲側に実弾を用意し、警戒配備をとりつつ航行し、「いざという時の心構え」を指導したという。

## 年譜
- 1927年（昭和02年）4月：海軍兵学校入校
- 1931年（昭和06年）11月：海軍兵学校卒業（第59期）、任海軍少尉候補生、「浅間」乗組
- 1933年（昭和08年）4月：海軍少尉任官
- 1934年（昭和09年）11月：海軍中尉に進級
- 1937年（昭和12年）
  - 11月15日：戦艦「伊勢」分隊長[4]
  - 12月1日：海軍大尉に進級[5]
- 1938年（昭和13年）
  - 8月5日：呉鎮守府第四特別陸戦隊附兼分隊長[6]
  - 10月29日：佐世保鎮守府附[7]
- 1939年（昭和14年）7月27日：駆逐艦「野風」砲術長兼分隊長[8]
- 1940年（昭和15年）
  - 5月1日：駆逐艦「夏潮」艤装員[9]
  - 8月31日：駆逐艦「夏潮」砲術長兼分隊長[10]
- 1941年（昭和16年）5月14日：佐世保鎮守府附[11]
- 1942年（昭和17年）
  - 1月10日：戦艦「長門」副砲長兼分隊長[12]
  - 11月1日：海軍少佐に進級[13]
  - 11月15日：第三戦隊参謀[14]
- 1943年（昭和18年）6月1日：軽巡洋艦「長良」砲術長[15]
- 1944年（昭和19年）
  - 3月1日：舞鶴鎮守府附[16]
  - 3月20日：第二艦隊司令部附[17]
  - 4月10日：重巡洋艦「愛宕」砲術長[18]
  - 11月10日：横須賀鎮守府附[19]
  - 12月20日：佐世保鎮守府参謀[20]
- 1945年（昭和20年）
  - 9月5日：海軍中佐に進級[21]
  - 11月29日：佐世保鎮守府出仕[22]
  - 11月30日：予備役に編入、充員召集[23]
  - 12月27日：佐世保地方復員局艦船運航部部員[24]
- 1947年（昭和22年）
  - 3月20日：佐世保地方復員局人事部勤務[25]
  - 11月28日：公職追放仮指定[26]
- 1952年（昭和27年）8月1日：保安庁警備隊に入隊（2等警備正）[27]、舞鶴地方総監部警備課長（港務課長を兼任）
- 1953年（昭和28年）9月16日：佐世保地方総監部警備部長
- 1954年（昭和29年）
  - 2月1日：1等警備正に昇任
  - 7月1日：総務部長兼務
- 1954年（昭和29年）12月29日：第2護衛隊司令
- 1955年（昭和30年）8月16日：海上幕僚監部防衛部防衛課長
- 1959年（昭和34年）
  - 7月14日：統合幕僚会議事務局第4幕僚室長
  - 8月1日：海将補に昇任
- 1960年（昭和35年）3月16日：同第3幕僚室長
- 1962年（昭和37年）
  - 1月16日：第1掃海隊群司令に就任
  - 7月1日：海上幕僚監部防衛部付
  - 7月16日：海上幕僚監部防衛部長
- 1963年（昭和38年）7月1日：海将に昇任、第5代 海上幕僚副長に就任
- 1964年（昭和39年）8月14日：第6代 海上幕僚長に就任
- 1966年（昭和41年）4月30日：退官
- 1978年（昭和53年）11月3日：勲二等瑞宝章受章[28]
- 1994年（平成06年）11月13日：逝去（享年86）[29]

## 栄典
- レジオン・オブ・メリット・コマンダー - 1965年（昭和40年）2月
- 勲二等瑞宝章 - 1978年（昭和53年）11月3日